# Bertha Rogers hole
Il pozzo Bertha Rogers della Lone Star Producing Company fu uno scavo di esplorazione petrolifera realizzato nella Contea di Washita, Oklahoma nel 1974, e detenne il primato di pozzo più profondo al mondo fino al 1979, quando fu superato dal Pozzo superprofondo di Kola scavato dagli scienziati sovietici.
Lo scavo iniziò il 25 ottobre 1972, portando la Lone Star a raggiungere, in poco più di un anno e mezzo, la profondità di 9583 m il 13 aprile 1974. Durante le operazioni di scavo, vennero incontrate difficoltà derivanti dalle elevate pressioni, quantificate in almeno 172,369 kPa. Non vennero trovati idrocarburi utilizzabili a scopo commerciale, finché la trivella non raggiunse una sacca di zolfo fuso, in corrispondenza del quale la colonna trivellante si ruppe. Collegato agli impianti di stoccaggio, il pozzo venne usato come fonte di gas naturale.
Sulla base delle registrazioni pubbliche della Oklahoma Corporation Commission, il Pozzo Bertha Rogers cessò la produzione di gas nel luglio 1997 e venne in seguito abbandonato.